# Чёрная смерть в Англии
Чёрная смерть — пандемия чумы, достигшая Европы в 1347 году и в 1348 году перекинувшаяся в Англию, убив от трети до половины всего населения страны. Чёрная смерть была первым и наиболее серьёзным проявлением второй пандемии, вызванной бактерией Yersinia pestis.
Возникнув в Китае, заболевание распространилось на запад вдоль торговых путей, ведущих в Европу, и попало на Британские острова из английской провинции Гасконь. Считается, что чума была принесена инфицированными на материке людьми, приплывшими в английский порт, а также заражёнными блохами корабельными крысами. Крысы являлись временными хозяевами бактерии чумной палочки, а заражавшиеся от них блохи, в основном блохи крысиные южные, становились переносчиками.
В 1348 году один корабль, плывущий из Гаскони, пересёк Ла-Манш и бросил якорь в Уэймуте в Дорсете. Один из моряков с корабля был болен чумой, и его смерть стала первым случаем Чёрной смерти, зарегистрированным в Англии.
К осени 1348 года чума достигла Лондона, а к следующему лету распространилась по всей Англии. К декабрю 1349 года основная вспышка уже прошла. Хотя точно оценить число погибших очень сложно, в последнее время существует тенденция смещения оценок вверх. Это явление является результатом научных исследований последнего времени, посвящённых крестьянскому обществу в средневековье; 90 % населения были крестьянами, что намного больше дворянства или духовенства. В то время как раньше предполагалось, что погибла треть или менее населения, сейчас общепризнанны оценки в половину всего населения, хотя некоторые предполагают ещё более высокую смертность.
Чёрная смерть поразила процветающую нацию. Несмотря на высокую смертность, парламенту удавалось достаточно успешно справляться с общественным кризисом. Непосредственным следствием эпидемии явилось сворачивание кампаний Столетней войны. В Англии не бытовали формы особого религиозного рвения (флагеллантство и преследование евреев) как в других областях Европы, например во Франции или Германии (так как евреи из Англии были изгнаны ещё в 1290 году). Чума имела крупные социальные последствия в долгосрочной перспективе. Уменьшение численности населения вызвало нехватку рабочей силы, и, затем, рост заработной платы. Правящие классы пытались обуздать этот рост введением новых законов, что вызвало недовольство в низших классах. Восстание Уота Тайлера 1381 года является, в большей степени, следствием этого недовольства, и хотя восстание было подавлено, крепостное право в Англии постепенно сошло на нет. Чёрная смерть затронула также художественные и культурные сферы общества.
В 1361-62 годах чума снова вернулась в Англию, на этот раз унеся жизни 20 процентов населения. В XIV и XV веках ещё несколько вспышек чумы носили локальный характер. Последствия этих вспышек были намного менее тяжёлыми, во многом благодаря сознательным усилиям правительства. Одной из последних вспышек была великая эпидемия чумы в Лондоне в 1665-66 годах.

## Предыстория

### Англия в середине XIV века
Невозможно с какой либо степенью уверенности установить точное число жителей Англии накануне чёрной смерти, оценки колеблются от 3 до 7 миллионов. Наиболее вероятной представляется оценка в 6 миллионов. Демографические кризисы начала века, в частности Великий голод (1315—1317), привели к большому количеству смертей, но свидетельств значительного уменьшения населения в дальнейшем до 1348 года нет. Англия на тот момент была преимущественно аграрным обществом; более 90 % населения проживало в сельской местности. В Лондоне проживало, возможно, более 70000 человек. Далее по численности населения шли Норидж, где проживало около 12000 человек, и Йорк с численностью населения 10000 человек. Основным продуктом экспорта и источником дохода населения была шерсть. До середины века основными покупателями экспортной сырой шерсти были фламандские ткачи. Постепенно англичане освоили технологии производства ткани, бытовавшие на континенте, и в течение следующих десятилетий расцвёл экспорт ткани. С политической точки зрения Англия стала крупной европейской державой в правление молодого и энергичного Эдуарда III. В 1346 году состоялась победа Англии над шотландской армией в решающей битве при Невилсс-Кроссе. Хотя затем всё коренным образом изменилось, но тогда казалось, что Эдуард III воплотил амбиции своего деда Эдуарда I о помещении Шотландии под сюзеренитет английской короны. Также и на континенте военные действия Англии имели успех. Менее через два месяца после битвы при Невилсс-Кроссе численно уступающая противнику английская армия, возглавляемая королём, разбила французское войско в битве при Креси. Сразу после этой победы Эдуард осадил портовый город Кале. Город пал через почти год осады и оставался стратегически важным анклавом Англии на протяжении двух веков.

### Чёрная смерть
Термин «чёрная смерть», наиболее распространённый для именования второй пандемии не использовался современниками, которые предпочитали такие имена как «великая чума» или «огромная смертность». Термин, который используем мы, появился лишь в XVII веке. Общепринято считать, что заболеванием, вызвавшим эпидемию была чума, возбуждаемая бактерией Yersinia pestis. Этих бактерий переносят блохи, особенно чумная блоха Xenopsylla cheopis, которая в настоящее время паразитирует на крысах, но при возможности переходит и на человека и с жадностью сосет его кровь. Паразитирование блох на человеке (причем не только чумной блохи Xenopsylla cheopis, но и человеческой блохи Pulex irritans, которая также способна передавать чуму), видимо, было также обычным явлением.
При укусе блохи инфекция попадает в лимфатическую систему, и через неё в лимфатический узел. Здесь бактерия размножается и образует опухоли, называемые бубонами. Через 3-4 дня бактерии попадают в кровь и заражают органы, такие как селезёнка и лёгкие. Через несколько дней после этого наступает смерть. C эпидемиологических позиций важно, что развивается чумная бактериемия, которая делает возможным инфицирование укусивших больного блох и образование эпидемических цепочек типа «человек — блоха — человек». Бактерия чумы начинает интенсивно размножаться в зобу блохи, полностью закупоривая его (так называемый «чумной блок»). Кровь не может попасть в желудок, поэтому блоха отрыгивает кровь вместе с возбудителем обратно в ранку. А так как такую блоху постоянно мучает чувство голода, она переходит с хозяина на хозяина в надежде получить свою порцию крови и успевает заразить большое количество людей, прежде чем погибнет (такие блохи живут не более десяти дней, но опыты на грызунах показали, что одна блоха может заразить до 11 хозяев).
Другая клиническая форма заболевания — лёгочная чума; бактерии распространяются по воздуху и попадают сразу в лёгкие. Эта форма гораздо более опасна, так как при ней заболевание передаётся от человека к человеку напрямую, без участия крыс и блох. 
Хотя большинство специалистов сходятся во мнении, что возбудителем Чёрной смерти являлась чумная палочка, существует и несколько альтернативных теорий. Грэхэм Твигг в своей статье «The Black Death: A Biological Reappraisal» (1984) утверждает, что этим заболеваниям являлась сибирская язва. Эта теория была в какой то мере поддержана Норманом Кантором. В работе «In the Wake of the Plague: The Black Death and the World it Made» он представляет доказательства того, что в XIV веке сибирская язва и бубонная чума могли быть одинаково распространены в Европе. В исследовании Сьюзан Скотт и Кристофера Дункана 2004 года выдвигается теория, согласно которой заболеванием, чьи эпидемии бушевали по Европе, был филовирус, сходный с вирусом Эбола.
Современные молекулярно-генетические методы опровергли все эти теории. Группой французских учёных под руководством Дидье Рауля в конце 1990-х годов было проведено исследование останков жертв болезни, взятых из двух «чумных рвов» в Южной Франции, один из которых датируется 1348—1350 годами, другой — более поздним временем. В обоих случаях была найдена ДНК бактерии Y. pestis, отсутствующая в контрольных образцах из останков людей того же времени, умерших от иных причин. К настоящему времени (2013) палеобиологи опубликовали 43 отдельных
исследования материала, взятого почти из 40 чумных могил или могильных ям и нескольких сотен людей, которые во всех случаях давали положительные результаты идентификации бактерии Yersinia Pessis. 
Чёрная смерть началась, по видимому, в одном из природных очагов центральной Азии. В конце весны 1347 года заболевание достигло Константинополя, принесённое туда генуэзскими торговцами, плававшими по Чёрному морю. Оттуда в октябре того же года эпидемия перекинулась на Сицилию, и в начале 1348 года распространилась по всей континентальной части Италии. Затем она распространилась во Францию, в июне 1348 года достигнув Парижа. Примерно в то же время заболевание попало в английскую провинцию Гасконь.

## Распространение чумы
В этом году в Мелькоб, в графстве Дорсет, незадолго до праздника Св. Иоанна Крестителя, прибыли два корабля, один из них из Бристоля. Один из матросов привёз с собой семена ужасного мора из Гаскони, и из-за него первыми заразившимися людьми в Англии стали жители Мелькоба.
Согласно хроникам серых монахов из Кингс-Линна, чума пришла в Англию с кораблём из Гаскони в Мелькоб в Дорсете — сейчас обычно именуется Уэймутом — незадолго до праздника Иоанна Крестителя 24 июня 1348 года. Другие источники упоминают о других местах, куда чума попала в начале, включая Бристоль и Саугемптон. Хотя, возможно, чума действительно могла попасть в Бристоль с континента, а не из других областей Англии, но «Хроники серых монахов» считаются самым авторитетным источником. Если предположить, что летопись говорит о первой вспышке чумы, а не о её прибытии, то корабль скорее всего прибыл 8 мая.
От Уэймута заболевание быстро распространилось на юго-запад. Первым крупным городом, который был поражён, стал Бристоль. В Лондон чума попала осенью 1348 года, уже после заражения большей части его пригородов. Это произошло в ноябре, хотя некоторые источники и называют датой 29 сентября. В Лондон заболевание пришло по трём основным путям: по суше из Уэймута через Солсбери и Уинчестер, по суше из Глостера, а также на кораблях, плававших вдоль побережья. Пик эпидемии в столице пришёлся на начало следующего года. Условия для быстрого распространения чумы были идеальны: узкие улицы, прямо по которым текут помои, и переполненные и плохо вентилируемые дома. К марту 1349 года эпидемия распространилась по всей южной Англии.
Первую половину 1349 года Чёрная смерть происходила на юге страны. Второй фронт открылся, когда чума распространилось с кораблём, прошедшим по реке Хамбер, откуда распространилась южнее и севернее. К маю она достигла Йорка и за лето распространилась на север. Некоторые северные графства, такие как Дарем и Камберленд, подверглись вторжению шотландцев и поэтому были особо опустошены ещё и после чумы. Зимой болезнь распространяется медленнее, и число случаев заражения уменьшается. В Англии Чёрная смерть пережила зиму 1348-49 года, но за следующую зиму практически сошла на нет, к декабрю 1349 года восстановилась нормальная ситуация. Чума прошлась по всей стране за 500 дней.

## Жертвы

### Летальность
Летальность была практически 100-процентной, все, кто заболевал, через несколько дней обязательно умирал. Во многих исторических источниках специально подчеркивается, что «смерть поражает стариков и молодых, и никого не щадя, и убивая равно бедных и богатых».

### Смертность
Хотя исторических документов и записей о чуме в Англии сохранилось больше, чем в других странах, всё ещё трудно установить с уверенностью количество погибших. Трудности связаны с определением общей численности населения на тот момент, а также нахождением процента смертности. Современники бедствия часто грубо завышали оценки, указывая на 90 % умерших. Современные историки оценивают количество погибших от 25 % до 60 % процентов общей численности населения.
Пионерской работой в этой области стала «British Medieval Population» 1948 года, написанная учёным Уильямом Расселом. Рассел рассмотрел так называемые «inquisitions post mortem» (IPMs) — оценки короной состояния землевладельца, производимые после их смерти, чтобы установить уровень смертности во времена Чёрной смерти, и пришёл к выводу, что он составлял около 23,6 % процентов населения. Также он рассмотрел епископские списки умерших из духовенства, смертность которых составила 30-40 % процентов. Рассел считал, что духовенство подвергалось особой опасности заражения, и общий уровень смертности оценил в менее чем 20 % процентов.
Некоторые из предположений Рассела в дальнейшем подвергались критике, и оценки смертности обычно более высоки, чем в его работах. Филипп Зиглер в своей работе 1969 года утверждает, что чума унесла жизни трети населения. В 1996 году Джереми Голдберг писал о том, что более реальной кажется оценка в 45 % населения. В исследовании Оле Бенидиктоу 2004 года говорится о исключительно высоком уровне смертности в 62,5 %. Если предположить, что общая численность населения была 6 миллионов человек, то эпидемия убила 3 750 000 из них. Подобный процент ставит Англию выше среднего; по оценкам Бенедиктоу в целом в Западной Европе погибло 60 % населения. Настолько высокий уровень смертности не является общепринятым в научном сообществе.

### Распределение по сословиям
Рассел считал, что IPMs способны дать истинную картину смертности в стране, поскольку он считал, что уровень смертности был одинаков для всех слоёв населения. Позднее это предположение было признано неверным, и изучение смертности крестьян из маноров привело к пересмотру прежних оценок вверх. Более низкая смертность среди дворян могла быть следствием того, что они имели возможность бежать из заражённых районов. Также более богатые люди имели лучший доступ к медицинскому уходу. Кроме того, это может означать, что смертность среди духовенства, которую Рассел считал повышенной, могла быть ниже уровня смертности крестьян.
...сокрушительная Смерть (которая поражает стариков и молодых, никого не щадя, и убивая равно бедных и богатых) отняла у нас обоих нашу дорогую дочь, (которую мы любили более всех, как требовали того её достоинства).
Исследование манориальных записей предоставляет возможность изучения географического распределения смертности. Предполагается, что в среднем чума одинаково затронула все регионы страны, хотя Восточная Англия, например, из-за частых контактов с континентом пострадала больше. На местном уровне же уровни смертности различались достаточно сильно. Изучение смертности в поместьях епископа Вустерского показало, что в манорах Холтебури и Хэмбури она составила 19 %, тогда как в Эстоне 80 % процентов населения. Сельские записи не особо полезны для изучения демографического распределения смертей, так как в них обычно указывались смерти только глав домов, обычно взрослых мужчин. Наиболее же заболеванию были подвержены младенцы и пожилые люди.
В высших слоях общества жертв было относительно немного. Только один член королевской семьи умер от чумы, однако заражён был не в Англии, а во Франции. Дочь Эдуарда III Джоанна летом 1348 года находилась в Бордо на пути к своему жениху Педро Кастильскому. Когда в её доме вспыхнула чума, она переехала в маленькую деревню неподалёку, но не смогла избежать заражения и 2 сентября умерла. Возможно, что известный религиозный автор Ричард Ролл, умерший 30 сентября 1349 года, также был жертвой Чёрной смерти. Иногда считается, что жертвой чумы пал и английский философ Уильям Оккам. Это, однако, невозможно. Оккам умер в Мюнхене 10 апреля 1347 года, за два года до того, как эпидемия достигла этого города.

## Последствия

### Экономические, социальные и политические последствия
Одним из непосредственных следствий Чёрной смерти в Англии стала нехватка рабочих в сельскохозяйственной местности и, как следствие, рост заработной платы. Средневековое мировоззрение не могло воспринять эти изменения как следствие социально-экономического развития, а вместо этого подобная ситуация называлась разрушающей моральные нормы. Землевладельцы смотрели на рост заработной платы рабочих, как на признак возможных социальных потрясений и выходу рабочих из под контроля. В 1349 Эдуард III принял указ о работниках, которым устанавливалась фиксированная заработная плата, причём такая же, которую платили до эпидемии. В 1351 году положения данного указа были закреплены в статуте о рабочих. В последующие несколько десятилетий проводилась политика ужесточения трудового законодательства.
На рынок эти меры не оказали большого влияния, но репрессивные методы по их проведению вызвали недовольство в народе. Это привело к крестьянскому восстанию 1381 года. началось восстание в конце мая в Кенте и Эссексе, затем повстанцы отправились в Лондон, где сожгли принадлежавший Джону Гонту дворец Савой и убили канцлера и казначея. Затем они потребовали отмены крепостного права и не успокоились до вмешательства молодого короля Ричарда II. Восстание в конце концов было подавлено, но социальные изменения были необратимы. К 1400 году крепостное право в Англии сошло на нет, заменившись системой так называемого копигольда.
Заметно, что английское правительство очень хорошо справилось с кризисом середины XIV века, в отличие от полного краха правительства Валуа во Франции. В значительной степени это было достижением казначея Уильяма де Шейршулла и главного судьи Уильяма Эдингтона, высокая компетентность которых помогла стране преодолеть кризис. Вероятно, самым крупным последствием чумы для правительства стало сокращение военных кампаний после 1355 года.

### Влияние на религию и культуру
Вездесущность смерти привела к распространению благочестия в высших слоях общества. Так три колледжа Кембриджского университета были основаны вскоре после окончания эпидемии: Гонвилл-энд-Киз (1348), Тринити-Холл (1350) и Корпус-Кристи (1352). В Англии, в отличие от континента, не получило распространение флагеллантство. Также не происходило массовых погромов против евреев, так как они были изгнаны Эдуардом I Плантагенетом в 1290 году.